# 野里知吉帶
野里知吉帶（1206年—1251年)，蒙古人，他是驻守伊朗的將軍。
他最早參加战役是花剌子模战役。他与元太宗很亲近，1246年他被贵由派往伊朗代替拜住。他偏向基督教，一些敍利亚修士被召到巴格达。他也与法国路易九世接触。蒙哥即位后，他被免职，1252年去世，又由拜住充任將軍。